# Evacanthus militaris
Evacanthus militaris är en insektsart som beskrevs av William Lucas Distant 1918. Evacanthus militaris ingår i släktet Evacanthus och familjen dvärgstritar. Inga underarter finns listade i Catalogue of Life.